# Yeşilöz, Midyat
Yeşilöz là một xã thuộc huyện Midyat, tỉnh Mardin, Thổ Nhĩ Kỳ. Dân số thời điểm năm 2010 là 239 người.